# 13703 Romero
13703 Romero este un asteroid din centura principală de asteroizi.

## Descriere
13703 Romero este un asteroid din centura principală de asteroizi. A fost descoperit pe 26 iulie 1998 la Observatorul La Silla de Eric Walter Elst. Asteroidul prezintă o orbită caracterizată de o semiaxă mare de 2,41 ua, o excentricitate de 0,20 și o înclinație de 1,6° în raport cu ecliptica.